# Турья (Черниговская область)
Турья́ (укр. Тур'я) — село в Сновском районе Черниговской области Украины.

## История
Селение известно с 1667 года.
Являлось селом Городнянского уезда Черниговской губернии Российской империи.
В январе 1918 года здесь была установлена Советская власть.
В ходе Великой Отечественной войны в 1941—1943 гг. село находилось под немецкой оккупацией.
После войны в селе был открыт памятник-музей.
В 1972 году здесь насчитывалось 1849 человек населения и 649 дворов, находилась центральная усадьба колхоза «13-річчя Жовтня», специализировавшегося на выращивании зерновых, технических культур и картофеля (на балансе которого находилось 4804 га земли, кирпичный завод, пилорама и тепличное хозяйство), действовали средняя школа, клуб, больница на 25 мест, медпункт и молодёжный лагерь труда и отдыха "Берёзка".
В марте 1989 года было создано агропромышленное объединение "Снов", в состав которого вошли 18 колхозов, 2 совхоза и 16 других предприятий и организаций Щорского района (в том числе, находившиеся в селе Турья колхоз «13-річчя Жовтня» и межколхозный консервный завод).
В 2001 году население села составляло 1185 человек. В 2021 году население села составляло 637 человек.

## Власть
Орган местного самоуправления — Турьянский сельский совет. Почтовый адрес: 15231, Черниговская обл., Сновский р-н, с. Турья, ул. Мьязя, 8.

## Известные уроженцы
- Герои Советского Союза И. П. Усик и П. Н. Лащенко[1].
- Мороз, Николай Кириллович (21.12.1921, село Хотуничи—09.11.1992, Турья) —  кавалер ордена Славы трёх степеней[5].